# Escut de l'Escala
L'escut oficial de l'Escala té el següent blasonament:
Escut caironat partit: 1r d'atzur una torre oberta d'or; 2n faixat d'or i de gules. Per timbre, una corona de vila.

## Història
Va ser aprovat el 3 de setembre del 2004 i publicat al DOGC el 27 del mateix mes amb el número 4226.
L'Escala va néixer com a barri de pescadors de Sant Martí d'Empúries, antiga capital del comtat d'Empúries, per això l'escut de la vila porta, a la segona partició, el faixat d'or i de gules de les armes dels comtes d'Empúries. La torre (de vegades representada com un castell) és un element tradicional de l'escut de l'Escala, i possiblement fa referència a l'antic castell d'Empúries, del segle xiii.